# 2009年11月

## 11月30日
- 乌拉圭选举法院公布，在29日举行的第二轮总统选举中，执政党广泛阵线候选人何塞·穆希卡在选举中获胜，当选为乌拉圭新总统。 新华网 Archive.today的存檔，存档日期2013-04-28
- 洪都拉斯反對黨國民黨候選人波尔菲里奥·洛沃所獲選票過半，贏得總統選舉。巴西、委內瑞拉、厄瓜多爾表示不承認選舉的合法性。新华网（页面存档备份，存于）
- 網球戴維斯盃決賽開賽。[來源請求]

## 11月29日
- 瑞士在當日的全民投票中，通過由瑞士人民黨提出的、禁止在境內修建宣禮塔的議案。瑞士中文網（页面存档备份，存于）
- 中國境內發現全球首宗狗隻感染人類豬流感個案。[來源請求]
- 宏都拉斯舉行總統選舉。国际在线（页面存档备份，存于）

## 11月28日
- 第46届金马奖颁奖典礼在台湾台北县（今新北市）举行，台湾导演戴立忍执导的电影《不能没有你》获得最佳剧情片、最佳导演等4个奖项。联合新闻网Archive.today的存檔，存档日期2012-07-18新华网（页面存档备份，存于）
- 在特立尼达和多巴哥召开的英联邦首脑会议做出决定，接纳卢旺达加入该组织，成为第2个在历史上和英国没有殖民关系和宪法关系的成员国。美国之音中文网[永久]

## 11月27日
- 俄羅斯一部在莫斯科-圣彼得堡铁路运行的涅夫斯基特快列車在行至博洛戈耶附近时因炸弹爆炸引发脱軌事故，造成至少26人死亡，100多人受傷。BBC中文網（页面存档备份，存于）新华网（页面存档备份，存于）
- 德国劳工与社会事务部部长弗朗茨·约瑟夫·容因任国防部部长期间对9月4日北约空袭阿富汗昆都士致死平民事件负有责任而辞职。新华网（页面存档备份，存于）

## 11月25日
- 杜拜财政部宣布，其主权投资公司杜拜世界将要求债权人将其总负债为590亿美元偿还期限延长6个月。  网易
- 沙特阿拉伯吉达、麦加等地在朝觐活动首日遭受暴雨袭击，暴雨引发的房屋倒塌和交通事故已造成至少77人死亡。 新华网（页面存档备份，存于）
- 菲律宾棉兰老岛棉兰老穆斯林自治区马京达瑙省发生政治谋杀案件，包括马京达瑙省卢安镇副镇长埃斯梅尔·曼古达达图（为2010年的马京达瑙省省长竞选人之一）在内的54人遇害。疑为现任省长安达尔·安帕图安及其子密谋所为。[來源請求]

## 11月23日
- 中国成都市武侯区法院对黄琦案进行了宣判，法院以“非法持有国家机密文件罪”，判处黄琦有期徒刑三年。美国之音
- 瑪京達瑙省屠殺：菲律宾棉兰老穆斯林自治区马京达瑙省发生武装分子劫持并杀害人质事件，包括省长候选人曼古達達圖的家人、支持者和记者在内的至少57名人质被杀害。中時電子報（页面存档备份，存于）新华网（页面存档备份，存于）
- 網球ATP世界巡迴赛總決賽開賽。[來源請求]
- 杨永信使用带铁片并且扎针的所谓的“低频脉冲”继续治疗网瘾被曝光，“患者”称比电击更痛苦。[來源請求]

## 11月22日
- 羅馬尼亞舉行總統選舉，本屆總統任期自4年改為5年。[來源請求]

## 11月21日
- 中国黑龙江省鹤岗市新兴煤矿发生瓦斯爆炸事故，造成至少104人死亡，4人失踪。新华网（页面存档备份，存于）新华网（页面存档备份，存于）
- 英国东英吉利大学发表声明称，其气候研究中心的网络服务器遭黑客入侵，1000多封电子邮件和3000多份文件泄漏。新华网（页面存档备份，存于）

## 11月20日
- 蘇格蘭南部及英格蘭坎布里亞郡連場大雨，多處地方水浸，一條橋樑被洪水沖毀，沖走橋上一名正在疏散居民的警員，其遺體其後被尋回。BBC（页面存档备份，存于）、泰晤士報[]
- 挪威發現甲型H1N1流感病毒變異，另外英國威爾斯正調查可能抗藥性人傳人個案。世界日報

## 11月19日
- 俄羅斯憲法法院裁定将暂停死刑的法律延期。新華社（页面存档备份，存于）美国之音中文网
- 隨著烏拉圭以1：1迫和哥斯大黎加，2010年世界杯決賽周32支隊伍全部產生。ESPN Archive.today的存檔，存档日期2013-01-02
- 孟加拉国最高法院做出裁决，维持对1975年参与谋杀孟加拉国国父谢赫·穆吉布·拉赫曼的五名前军人的死刑原判。美国之音中文网[永久]凤凰网（页面存档备份，存于）
- 欧盟27国领导人在比利时布鲁塞尔召开的峰会中选举比利时首相赫尔曼·范龙佩为首位常任欧洲理事会主席，凯瑟琳·阿什顿为新一任欧盟外交和安全政策高级代表。新华网（页面存档备份，存于）

## 11月18日
- 中国和越南两国陆地边界经过双方历时10年的共同努力已全线勘定。中越陆地边界勘界文件签字仪式在北京举行。BBC中文网（页面存档备份，存于）
- 非洲人口突破十億。BBC（页面存档备份，存于）

## 11月17日
- 俄裔美國作家弗拉基米爾·納博可夫遺作《勞拉的原型》出版，納博可夫生前擔心作品不夠完美而要求銷毀。衛報（页面存档备份，存于）
- 非政府组织透明国际公布2009年全球清廉指数，在180个国家和地区中，新西兰被评为世界最清廉的国家，索马里则被评为最腐败的国家。 香港新浪新华网（页面存档备份，存于）
- 11月16日-17日—欧亚经济论坛在中国西安举行。[來源請求]
- 世界舉重錦標賽開賽。[來源請求]

## 11月16日
- 美国国家航空航天局的阿特兰蒂斯号航天飞机从佛罗里达州肯尼迪航天中心发射升空，开始为期11天的国际空间站之旅。新华网（页面存档备份，存于）

## 11月15日
- 塞爾維亞東正教總主教保羅·帕夫萊去世，享年95歲。塞爾維亞政府宣佈從16日至18日為全國哀悼日。國際在線（页面存档备份，存于）

## 11月14日
- 亚太经合组织第十七次领导人非正式会议在“狮城”新加坡开幕。会议的主题是“促进持续增长，密切区域联系”。中国新闻网（页面存档备份，存于）
- 台灣鴻海集團旗下的TFT-LCD面板製造廠群創光電宣佈以1700億元新台幣換股併購奇美電子。聯合晚報
- 菲律宾拳击手曼尼·帕奎奥在美国拉斯维加斯击败波多黎各拳击手米格尔·库托获得世界拳击组织次中量级冠军，成为首个获得七个不同体重级别世界冠军的拳击手。新浪网（页面存档备份，存于）

## 11月13日
- 美国国家航空航天局宣布，月球坑观测和传感卫星在撞击月球过程中获得的数据显示，月球上存在水。新华网（页面存档备份，存于）

## 11月11日
- 美国惠普公司宣布，将以总价约27亿美元的价格现金收购网络设备制造商3Com公司。新华网 Archive.today的存檔，存档日期2013-04-28

## 11月10日
- 南韓与北韓海軍艦艇在有爭議的北方分界線地區駁火。聯合通訊社（页面存档备份，存于）
- 有環保組織警告，澳大利亞特有的考拉會在三十年內滅絕。每日電訊報（页面存档备份，存于）

## 11月9日
- 天津滨海新区作为行政区建制正式成立，同时撤销天津市塘沽区、汉沽区和大港区的建制。新华网（页面存档备份，存于）
- 德國柏林舉行大型紀念活動，慶祝柏林圍牆倒下二十周年。德國之聲（页面存档备份，存于）
- 一艘香港註冊油輪在距離索馬里1600公里海域被海盜襲擊。BBC（页面存档备份，存于）
- 萨尔瓦多内政部宣布，7日起飓风伊达带来的暴雨引发的洪水和泥石流已造成130人死亡，萨尔瓦多议会宣布全国处于自然灾害紧急状态。凤凰网（页面存档备份，存于）人民网

## 11月8日
- 美國眾議院以220票贊成、215票反對，通過由總統巴拉克·奧巴馬提出的、總值1.1萬億美元的醫療改革方案。紐約時報（页面存档备份，存于）
- 中非合作论坛第四届部长级会议在埃及海滨城市沙姆沙伊赫开幕。各国领导人共同探讨如何深化中非新型战略伙伴关系，谋求可持续发展。新华网（页面存档备份，存于）
- 10月30日至11月8日－2009年亞洲室內運動會在越南河內舉辦。[1]

## 11月7日
- 20国集团财长和央行行长会议在苏格兰圣安德鲁斯举行，会后发表的联合公报称：各国将继续保持经济刺激措施，直到全球经济复苏得到确认。BBC中文网（页面存档备份，存于）

## 11月6日
- 宏都拉斯臨時政府把被罷黜的總統曼努埃爾·塞拉亞排除出新政府外，後者表示「解決政治危機的希望已死」。BBC（页面存档备份，存于）

## 11月5日
- 美國德克薩斯州胡德堡陸軍基地發生鎗擊案。一名美軍心理輔導員在畢業典禮前在兩處地點開鎗，造成12死31傷。中央社
- 泰國不滿柬埔寨首相洪森邀請其前總理他信為經濟顧問，召回駐柬大使。柬方隨即撤回駐泰大使報復。路透社（页面存档备份，存于）
- 巴勒斯坦自治政府主席馬哈茂德·阿巴斯宣佈不參加明年一月舉行的大選。美聯社（页面存档备份，存于）

## 11月4日
- 美國地方選舉：
  - 執政民主黨失去了維吉尼亞州和新澤西州的州長席位。CNN（页面存档备份，存于）CNN（页面存档备份，存于）
  - 紐約市市長選舉，米高·彭博連任成功。三位華人分別成為市主計長和市議員。Politico（页面存档备份，存于）星洲日報（页面存档备份，存于）
  - 緬因州推翻同性婚姻法案。紐約時報（页面存档备份，存于）
- 新西兰政府與澳大利亚政府宣布驱逐斐济外交官，以作为斐济3日下令驱逐新西兰及澳大利亚驻斐济外交官员的回应。淮北日报[]
- 以色列国防部官员表示，以色列海军3日夜间在塞浦路斯岛附近截获了一艘从伊朗出发为黎巴嫩真主党游击队运送武器的船只。新浪（页面存档备份，存于）
- 颱風米瑞內重創菲律賓之後，本週席捲越南中部，夾帶豪雨引發洪水成災，至少造成90人死亡，另外有22人失蹤，造成20多萬災民受困。[來源請求]
- 中華民國發生芮氏規模七級強烈地震，震央位於南投縣名間鄉，多處民宅受損，電力中斷，些許民眾受到輕傷，無人死亡。[來源請求]

## 11月3日
- 捷克總統瓦茨拉夫·克勞斯確認了《里斯本條約》。條約將於12月1日生效。新華社（页面存档备份，存于）
- 北京时间4日上午8时30分，上海市人民政府新闻办公室授权举行新闻发布会宣布，国家发展和改革委员会日前批准迪士尼，同意迪士尼乐园落户上海。东方网（页面存档备份，存于）

## 11月2日
- 中国商务部宣布，开始将对产自美国、欧盟以及韩国的进口己二酸征收最高达35%的惩罚性关税。BBC中文网（页面存档备份，存于）
- 阿富汗选举委员会宣布，由于总统选举第二轮投票的两名候选人之一阿卜杜拉退出选举，因此取消第二轮投票，现任总统卡尔扎伊成功连任。中国日报
- 研制的土壤湿度和海洋盐度研究卫星和普罗巴2号卫星在俄罗斯普列谢茨克卫星发射场由轰鸣号运载火箭搭载升空。搜狐（页面存档备份，存于）新华网（页面存档备份，存于）
- 中國大陸雲南省大理賓川縣清晨發生規模5的地震，導致28人受傷，超過28萬人受災，房屋倒塌超過一千間、受損房屋3萬4千間，初步估計的經濟損失超過3千萬元人民幣。[來源請求]
- 中華民國行政院宣布只開放美國牛肉進口但不會開放美國牛內臟和絞肉進口。[來源請求]
- 擁有百年歷史，同時是全美國最大，中小企業商業貸款機構的CIT集團，正式申請破產保護，成為全美國第五大的企業破產案。[來源請求]

## 11月1日
- 流亡印度的西藏藏传佛教领袖达赖喇嘛丹增嘉措星期五傍晚抵达东京，星期六下午首先在东京两国国技馆发表一个题为“引导彻悟的三心与发善心”的演讲。BBC（页面存档备份，存于）
- 阿富汗总统选举第二轮投票的两名候选人之一阿卜杜拉·阿卜杜拉在首都喀布尔宣布，因选举公正性无法保障，他将退出7日举行的第二轮投票。新华网（页面存档备份，存于）
- 英国外交大臣米利班德开始对俄罗斯的访问，两国关系解冻。BBC中文网（页面存档备份，存于）
- 菲律賓在一個月內受到第四個颱風「米瑞內（Mirinae）」襲擊，至少造成11人死亡，多人失蹤，超過11萬人疏散。[來源請求]
- 中華民國新流感疫苗正式開打，以重大殘疾、孕婦、出生未滿一個月的幼童與八八水災災民優先施打。[來源請求]